# Coit Tower

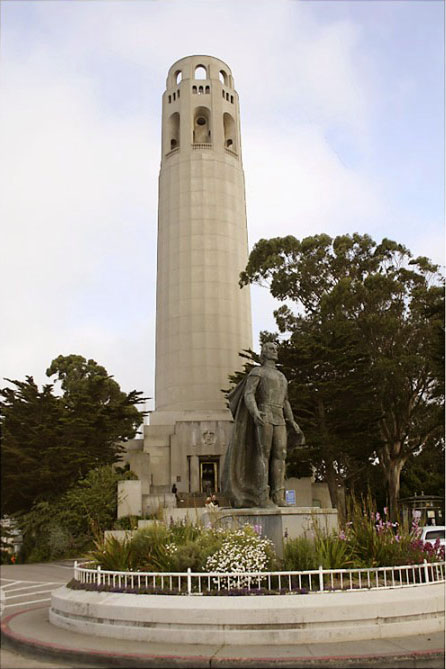
Coit Tower, San Francisco (2006), davor die im Jahre 2020 entfernte Statue von Christoph Kolumbus

Der Coit Tower, ein 64 Meter hoher Aussichtsturm auf dem Telegraph Hill in San Francisco, wurde von Arthur Brown Jr. und Henry Howard 1933 erbaut.
Am 29. Januar 2008 wurde der Turm zum National Historic Site erhoben.
Die der High Society entstammende Lillie Hitchcock Coit verehrte die Feuerwehr von San Francisco. Wegen ihrer Unterstützung beim Löschen eines Brandes in der Nähe von Telegraph Hill soll sie das Maskottchen der Engine Company No. 5 of the Volunteer Fire Department (Freiwillige Feuerwehr) geworden sein. Bei ihrem Tod im Jahr 1929 hinterließ sie der Gemeinde 100.000 $ für die Verschönerung der Stadt. Mit dieser Spende soll 1933 der 64 Meter hohe Aussichtsturm im Stil des Art déco zu Ehren der Freiwilligen Feuerwehr errichtet worden sein. Zudem sollte er als Aussichtsturm die Stadt verschönern.
Am etwa 3 m × 3 m großen Wandgemälde Library von Bernard Zakheim in der äußeren Lobby des Turms findet sich ein Bezug zur österreichischen Geschichte: Ein Mann liest eine Zeitung mit der Schlagzeile „Thousands Slaughtered in Austria“, „February 14, 1934“, vom Beginn des Februaraufstands in Linz in Österreich. 1934 war das Fresko „Man at the Crossroads“ von Diego Rivera im Rockefeller Center wegen der Abbildung Lenins von seinem Auftraggeber zerstört worden. Die Wandmaler protestierten dagegen und fügten ihren Bildern linksgerichtete sozialkritische Elemente hinzu; auch die Bildzerstörung durch Rockefeller ist als Zeitungstext dargestellt.
Die Wandgemälde wurden in den 1960er- und 1970er-Jahren grob und 1989/1990 sowie (bis 14. Mai) 2014 grundlegend restauriert. Sie sind in verschiedenen Techniken ausgeführt: Fresko – gemalt auf feuchten Putz, eine seltene Technik in den USA, Eiweiß-Farbe auf trockenen Putz und Öl auf Leinwand, die auf die Wand appliziert wurde.
Im Zuge der Proteste infolge des Todes von George Floyd ließ die Städtische Kulturkommission die seit 1957 vor dem Eingang des Turms befindliche Christoph-Kolumbus-Statue am 18. Juni 2020 entfernen.
In den Filmen The Enforcer (dt. Der Unerbittliche) (1976), Dr. Dolittle (1998) und San Andreas (2015) wird der Turm in Szene gesetzt.